# Dinos (posoda)
V klasični arheologiji je dinos velika posoda s polkrožnim telesom iz keramike ali lite kovine, ki praviloma stoji na podstavku. Uporabljali so ga za mešanje vode in vina.
V starih pisnih virih se omenjajo pitne posode z oznako deinos ali dinos, katerih oblika je bila podobna človeški glavi, vendar je ni mogoče natančno opredeliti z arheološkimi dokazi. Dinos pomeni čaša za pitje, toda v sodobni arheologiji se napačno uporablja za enako obliko, kot jo ima lebes.